# ビセンテ・デル・ホヨ
ビセンテ・デル・ホヨ（Vicente Del Hoyo、1996年2月15日 - ）は、ディビシオン・デ・オノール・デ・ラグビー、レアル・シアンシアスRCに所属するラグビーユニオン選手。

## プロフィール
- スペインバレンシア出身[1]。
- ポジションはフッカー(HO)。
- 身長 180cm、体重 105kg
- スペイン代表キャップは30（2025年7月現在）。

## 略歴
CRエル・サルバドール、USマーマンデを経て、2022年、レアル・シアンシアスRCに加入。